# Stuck on Replay
A Stuck On Replay a német Scooter együttes 2010-ben megjelent kislemeze az Under The Radar Over The Top című albumukról. A 2010-es németországi jégkorong-világbajnokság hivatalos dalának választották. A szám eredetije Lionel Richie azonos című dala 1983-ból, illetve DJ Phil Ty "A Kay A" című számának dallama. A klip első részletei már korábban megjelentek az Under The Radar Over The Top című album limitált kiadásán szereplő Caught By The Radar DVD-n. Ebből sokan arra következtettek, hogy a lemezzel egy időben megjelenő Ti Sento után ez lesz a következő kislemez, de végül a "The Sound Above My Hair" megelőzte. A kislemezváltozat minimális mértékben különbözik a nagylemezre kerülttől.
Mivel az előző kislemez CD-formátumban kizárólag csak kétszámos változatban volt kapható, sok rajongó elégedetlenségét fejezte ki emiatt. Éppen ezért - és a hivatalos dal-jelleg miatt - ez a maxi jóval terjedelmesebb lett, majdnem középlemez mérettel. Ennek ellenére vannak megkötések: a Club Mix és az Extended Mix hossza alig éri el a 4 percet, éppen azért, hogy a kislemez Németországban előírt jogszabályi definíciójának megfelelhessen. Felkerült továbbá a "Metropolis" egy rövidített verzióban (ez volt ugyanis a jégkorong-világbajnokság megnyitója alatt szóló dal) és a "Ti Sento" (ez pedig gólok alatt szólt). Még egy B-oldalas szám, a "P.U.C.K." is felkerült (amely a jégkorong során használt korongra utal címében), amely hosszú ideig az utolsó B-oldalas számuk volt.

## Számok listája
1. Stuck On Replay (Radio Edit) (3:07)
2. Stuck On Replay (Club Mix) (3:24)
3. Stuck On Replay (Extended) (3:47)
4. P.U.C.K. (3:55)
5. Ti Sento (3:54)
6. Metropolis (rövidített változat) (4:08)

Kétszámos kiadásban is megjelent a kislemez, erre csak a Radio Edit és a Club Mix került fel.

## Közreműködtek
- H.P. Baxxter a.k.a. Ice (szöveg)
- Rick J. Jordan, Michael Simon (zene)
- Jens Thele (menedzser)
- Lionel Richie (Stuck On Replay refrén dalszöveg)
- Carlo Marrale, Sergio Cossu Carabetta (Ti Sento zenei rész)
- Salvatore Stellita (Ti Sento refrén dalszöveg)
- Antonella Ruggiero (Ti Sento refrén ének)
- Martin Weiland, Julia Dietrich (borítóterv)
- Tristan Ladwein (fényképek)

## Más változatok
Az "Extended Mix" teljes hosszúságú változatban soha nem jött ki, azonban szerepel a hosszabb videoklip alatt. A "Club Mix" teljes hosszúságú változata is elkészült, hivatalosan sosem jelent meg, mindössze egyszer, az internetes Sunshine Radio egyik 2010-es adásában hangzott el egy mixben, egy Scooter-koncert apropóján.
A Scooter koncerteken visszatérően játssza a dalt, hosszabb verzióban, ilyenkor a bevezető rész a meg nem jelent Club Mixből származik. Ebben a változatban hallható a 2010-es Live In Hamburg" koncertalbumon ("Tour Version" alcímmel), továbbá így játszották a 2011-es The Stadium Techno Inferno koncerten

## Videoklip
A videoklip, mivel a jégkorong-világbajnokság szponzorálásával készült, számos bevágott jelenetet tartalmaz hokimeccsekről. Magyar szempontból külön érdekesség, hogy ezek jelentős része a magyar jégkorong-válogatottat és a szurkolókat mutatja be. Akárcsak az előző videók, ez is kapott egy hosszabb, hatperces változatot, illetve a Live In Hamburg Blu-Ray-változatán látható videóklipek között egy olyan változata látható, amelyből teljes egészében hiányoznak a jégkorongos betétek. Ez utóbbi alatt ráadásul nem a kislemezverzió, hanem az albumverzió szól.